# 공기조화설비
공기조화설비(空氣調和設備, air handler or air handling unit, AHU)는 공기 조화를 위한 건축 설비이다.

## 열 수송 방식에 따른 분류

### 공기 방식
공기 방식은 열 수송에 공기만을 이용하는 것으로 중앙식이 대표적이다. 극장 · 체육관 등 넓은 공간에 적합하다.

### 물 · 공기 방식
물 · 공기 방식은 열 수송에 물과 공기를 병용하는 것이다.

### 물 방식
물 방식은 열 수송에 물만 사용하는 것이다.

### 냉매 방식
열 수송에 냉매 배관을 사용하는 에어컨이 대표적이다.